# 楚馬達區
42°32′N 46°06′E / 42.533°N 46.100°E
楚馬達區（俄语：Цумадинский район），是俄羅斯的一個區，位於該國西南部，由達吉斯坦共和國負責管轄，面積1,100平方公里，2010年人口23,345，人口密度每平方公里21.22人。